# Fraternidad (filosofía)

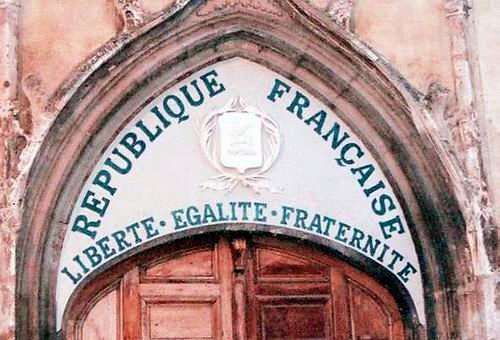
Lema de la República francesa sobre el tímpano de una iglesia

La fraternidad se entiende como la unión y solidaridad entre individuos, ya sea entre hermanos de sangre o entre aquellos que se tratan como tales, compartiendo valores y objetivos comunes.
El concepto de fraternidad se proclama como "virtud" en el Antiguo Testamento y el Nuevo Testamento, en los cuales se incentiva la solidaridad y el amor al prójimo. A lo largo de la historia, este principio ha sido adoptado y difundido en distintas corrientes filosóficas y religiosas.

## Historia del concepto de fraternidad
El concepto de fraternidad tiene raíces profundas en las antiguas tradiciones filosóficas y religiosas. En la Grecia antigua y la Roma antigua, la fraternidad fue defendida como un principio ético por los estoicos, quienes promovían la hermandad entre los hombres como un deber universal, destinado a fomentar la paz social y la armonía entre los individuos. Para los estoicos, todos los seres humanos compartían una "razón universal", lo cual constituía la base para una relación de hermandad y solidaridad.
En la Edad Media, la fraternidad se consolidó como un valor central en el pensamiento cristiano, inspirando prácticas de caridad y hospitalidad. Los ideales de hermandad también influyeron en las órdenes religiosas y en los movimientos de reforma que buscaban la cohesión social a través del amor al prójimo y la ayuda mutua.
En la Edad Moderna, el concepto de fraternidad adquirió una dimensión política significativa con la Revolución Francesa de 1789. Durante este período, la fraternidad fue consagrada como uno de los tres principios fundamentales del republicanismo: "Libertad, Igualdad y Fraternidad" (Liberté, Égalité, Fraternité). Este lema no solo representaba la aspiración de una sociedad más justa, sino que también reflejaba la voluntad de promover una unión fraterna entre ciudadanos de diferentes clases sociales, eliminando las barreras que dividían a la población. Desde entonces, la fraternidad ha seguido siendo un pilar de la República Francesa, establecida en la Constitución y en el simbolismo nacional.

## Fraternidad en el contexto contemporáneo
En el siglo XXI, el concepto de fraternidad ha ampliado su alcance, convirtiéndose en un valor fundamental en el ámbito internacional y en el discurso de los derechos humanos. La ONU y otros organismos internacionales reconocen la fraternidad como un principio esencial para fomentar la paz, la justicia social y la solidaridad global. En 2020, la Asamblea General de las Naciones Unidas designó el 4 de febrero como el "Día Internacional de la Fraternidad Humana", destacando su relevancia para construir una paz duradera y promover un desarrollo sostenible, especialmente en un mundo cada vez más interconectado y culturalmente diverso.
La fraternidad es hoy un valor central en las iniciativas globales dirigidas a enfrentar problemas críticos como la crisis climática, la pobreza y las desigualdades sociales. Promueve la colaboración y el apoyo mutuo entre países, comunidades y personas de diversos orígenes, en una época en que las crisis globales requieren soluciones colectivas. La Convención Marco de las Naciones Unidas sobre el Cambio Climático (CMNUCC) y otras conferencias internacionales destacan la importancia de la fraternidad en la lucha contra el cambio climático, ya que implica una responsabilidad compartida hacia las generaciones futuras.
Además, la fraternidad es un principio esencial en los movimientos contemporáneos por los derechos civiles, como el feminismo, el antirracismo y los derechos de las minorías, que buscan promover la equidad y la inclusión de todos los sectores de la sociedad. En este sentido, la fraternidad refuerza la importancia de una convivencia pacífica y respetuosa, sin discriminación ni exclusión.
La fraternidad sigue siendo promovida en diversas constituciones y tratados internacionales, donde se la asocia con los principios de igualdad y justicia. En la práctica, este valor impulsa políticas de integración social y respeto por la diversidad cultural y étnica, contribuyendo así a la estabilidad y cohesión social.

## Escuelas filosóficas sobre la fraternidad
A lo largo de la historia, diversas corrientes filosóficas han interpretado y fundamentado el valor de la fraternidad desde distintos enfoques:
- Los defensores del positivismo, especialmente Auguste Comte, argumentaron que la fraternidad es esencial para el progreso social y la armonía comunitaria. Comte promovió el altruismo como principio central del positivismo, considerando la fraternidad como un pilar fundamental para alcanzar una sociedad organizada y solidaria.[7]

- John Stuart Mill y Herbert Spencer abordaron la fraternidad desde el punto de vista de la unión de intereses. Para Mill, la fraternidad formaba parte de su concepción de la utilidad, al considerar que una sociedad cohesionada, basada en la solidaridad, promueve el bienestar individual y colectivo. Spencer, aunque defendía el individualismo, reconocía la necesidad de fraternidad como un medio para mejorar las relaciones sociales y alcanzar un equilibrio entre los intereses individuales y colectivos.[8]

- Arthur Schopenhauer veía la fraternidad a través del prisma de la piedad, sosteniendo que el sufrimiento compartido entre los seres humanos es la base para una empatía genuina. Schopenhauer consideraba la fraternidad como una fuerza que limita el "derecho natural" del más fuerte sobre el débil, promoviendo un trato compasivo y moralmente superior en las relaciones humanas.[9]

- En el marxismo, Karl Marx y Friedrich Engels también exploraron la fraternidad, vinculándola con la solidaridad de clase. Para ellos, la fraternidad debía construirse entre los trabajadores, quienes compartían una misma lucha contra la opresión de las clases dominantes, buscando la eliminación de las desigualdades de clase y la creación de una sociedad justa e igualitaria.[10]